# Snow Buddies – Valpgänget i Alaska
Snow Buddies – Valpgänget i Alaska (engelska: Snow Buddies) är en amerikansk barnfilm/äventyrsfilm från 2008, och är den andra filmen i Air Buddies-serien. Filmen släpptes på DVD i USA den 5 februari 2008, samt i Sverige den 11 februari 2009. Filmen är, liksom föregångaren Air Buddies från 2006, regisserad av Robert Vince, som även har skrivit och producerat hela filmen tillsammans med Anna McRoberts. Detta är också den sista filmen där valparnas pappa, Air Bud (även kallad Buddy), medverkar.

## Handling
Filmens handling kretsar återigen kring golden retriever-valparna Budderball, B-Dawg, Buddha, Mudbud och Rosebud, som denna gång har råkat hamna i det snötäckta Alaska, och ställer tillsammans med sina nyfunna vänner Shasta (en siberian husky-valp) och Talon (en alaskan malamute) upp i en stor hundslädstävling för att återigen komma hem till sin familj hemma i Fernfield.

## Rollista (i urval)
| Karaktär        | Skådespelare              | Svensk röst               |
| --------------- | ------------------------- | ------------------------- |
| B-Dawg          | Skyler Gisondo (röst)     | Axel Karlsson             |
| Buddha          | Jimmy Bennett (röst)      | Julius Lindfors           |
| Budderball      | Josh Flitter (röst)       | Teodor Runsiö             |
| Mudbud          | Henry Hodges              | Ludvig Dietmann           |
| Rosebud         | Liliana Mumy (röst)       | Amanda Jennefors          |
| Buddy (Air Bud) | Tom Everett Scott (röst)  | Jakob Stadell             |
| Molly           | Molly Shannon (röst)      | Annica Smedius            |
| Talon           | Kris Kristofferson (röst) | Torsten Wahlund           |
| Bernie          | Jim Belushi (röst)        | Stephan Karlsén           |
| Jean George     | John Kapelos              | Ole Ornered               |
| Shasta          | Dylan Sprouse (röst)      | Love Becker               |
| Patrick         | Richard Karn              | Göran Berlander           |
| Adam Bilson     | Dominic Scott Kay         | Jonathan Söderlund Grosin |
| Jackie          | Cynthia Stevenson         | Jennie Jahns              |
| Noah            | Dylan Minnette            | Hannes Edenroth           |

- Övriga svenska röster – Göran Gillinger, Bengt Järnblad, Daniel Melén, Ewa Fröling, Melker Duberg och Oskar Karlsson
- Dialogregissör – Charlotte Ardai Jennefors
- Översättare – Richard Wrede / Mediaplant
- Inspelningsstudio – Sun Studio Sverige A/S
- Inspelningstekniker – Johan Lejdemyr och Magnus Veigas
- Projektledare – Anna Lundström
- Kreativ ledning – Kirsten Saabye

Svensk version producerad av Disney Character Voices International, Inc.